# Atelopus chirripoensis
Atelopus chirripoensis é uma espécie de anfíbio anuro da família Bufonidae. Está presente na Costa Rica. A UICN classificou-a como em perigo crítico.